# Jos Lansink
 (août 2016).
Si vous disposez d'ouvrages ou d'articles de référence ou si vous connaissez des sites web de qualité traitant du thème abordé ici, merci de compléter l'article en donnant les références utiles à sa vérifiabilité et en les liant à la section « Notes et références ».
Jos Lansink (né le 19 mars 1961 à Rossum, Pays-Bas) est un cavalier d'origine néerlandaise devenu belge en 2001.

## Biographie
Jos Lansink monte à poney dès l'âge de trois ans et ce n'est qu'à 18 ans qu'il débute en équitation à cheval.

Après une première expérience chez un marchand de chevaux proche de la ferme de ses parents, il entre en 1982 aux écuries de « Wiemselbach » de Hans Horn, l'ex-entraîneur des Pays-Bas qui demeure un des coachs les plus prisés. Jos Lansink reste 14 ans chez Hans Horn. Il y monte des chevaux prestigieux avec lesquels il accumule les victoires et les titres à partir de 1988.
Vers 1995 il entre dans l'élevage « Zangersheide » de Léon Melchior. Il continue de gagner les concours avec les chevaux suffixés par la lettre « Z » de l'élevage : Calvaro Z, Carthago Z, etc.
Jusqu'à présent il a continué de concourir sous les couleurs des Pays-Bas. Cependant, pour participer aux Jeux olympiques, il est obligatoire que le propriétaire du cheval et son cavalier soient de même nationalité. Léon Melchior étant naturalisé belge, il fallait que Jos Lansink le devienne aussi s'il voulait participer aux Jeux olympiques d'Athènes avec un cheval « Zangersheide ».
En 2001, Jos Lansink obtient la nationalité belge.
En avril 2004, Léon Melchior lui demande de choisir sa monture pour les Jeux olympiques. Jos Lansik choisit Cumano, un cheval loué, à la place de Caridor Z, cheval issu de l'élevage. L'éleveur n'accepte pas ce choix et la rupture se concrétise rapidement.
Jos Lansink décide alors de s'installer à son compte dans des écuries qu'il loue à Ellikom. Les propriétaires de Cumano le suivent dans ses nouvelles écuries permettant ainsi à Jos Lansink de conserver le cheval.
En 2006, il remporte le titre de champion du monde individuel avec Cumano lors d'un concours d'anthologie en ne faisant tomber qu'une seule barre dans la chasse sous l'orage.

## Palmarès mondial
- 1988 : 7e en individuel aux Jeux olympiques de Séoul avec Félix.
- 1989 : médaille de bronze individuelle aux championnats d'Europe de Rotterdam aux Pays-Bas avec Felix.
- 1991 : médaille de bronze individuelle et médaille d'or par équipe aux championnats d'Europe La Baule en France avec Egano
- 1992 : médaille d'or par équipe aux Jeux olympiques de Barcelone en Espagne avec Egano.
- 1994 : vainqueur de la finale de la coupe du monde à Bois-le-Duc avec Libero H.
- 1997 : médaille d'argent par équipe aux championnats d'Europe Mannheim en Allemagne avec Calvaro Z.
- 1998 : 1er  du Grand Prix Coupe des Nations du CSIO-5* de La Baule et du Grand Prix de Francfort avec Carthago Z
- 1999 : médaille de bronze par équipe aux championnats d'Europe d'Hickstead en Grande-Bretagne avec Carthago Z et il remporte les Sires of the World de Lanaken avec High Valley Z
- 2000 : 1er  de la Coupe des Nations de La Baule en France avec Carthago Z
- 2001 : 1er  des Coupes des Nations de Dublin en Irlande et Aix-la-Chapelle en Allemagne
- 2002 : Champion de Belgique avec High Valley Z et médaille de bronze par équipe aux Jeux équestres mondiaux de Jerez de la Frontera en Espagne avec Ak Caridor Z
- 2003 : 1er  du Grand Prix du CSI-W Coupe du Monde de Bordeaux en France avec Zandor Z
- 2004 : 1er  du Grand Prix du CSI-W Coupe du Monde de Calgary au Canada avec Cumano
- 2005 : 4e en individuel aux championnats d'Europe de San Patrignano en Italie avec  Cumano
- 2006 : médaille d'or individuelle aux Jeux équestres mondiaux d'Aix-la-Chapelle de Allemagne avec Cumano.
- 2007 : médaille d'argent individuelle aux championnats d'Europe de Mannheim en Allemagne avec Cumano
- 2008 : 10e en individuel aux Jeux olympiques de Pékin en Chine avec Cumano
- 2009 : 2e de la finale du Global Champions Tour à Doha au Qatar et vainqueur du Grand Prix du CSI-5* de Paris avec Valentina vt Heike, vainqueur du Grand Prix du CSIO-5* de la Baule avec Spender S